# Mai 1937

## Événements
- 1er mai : 

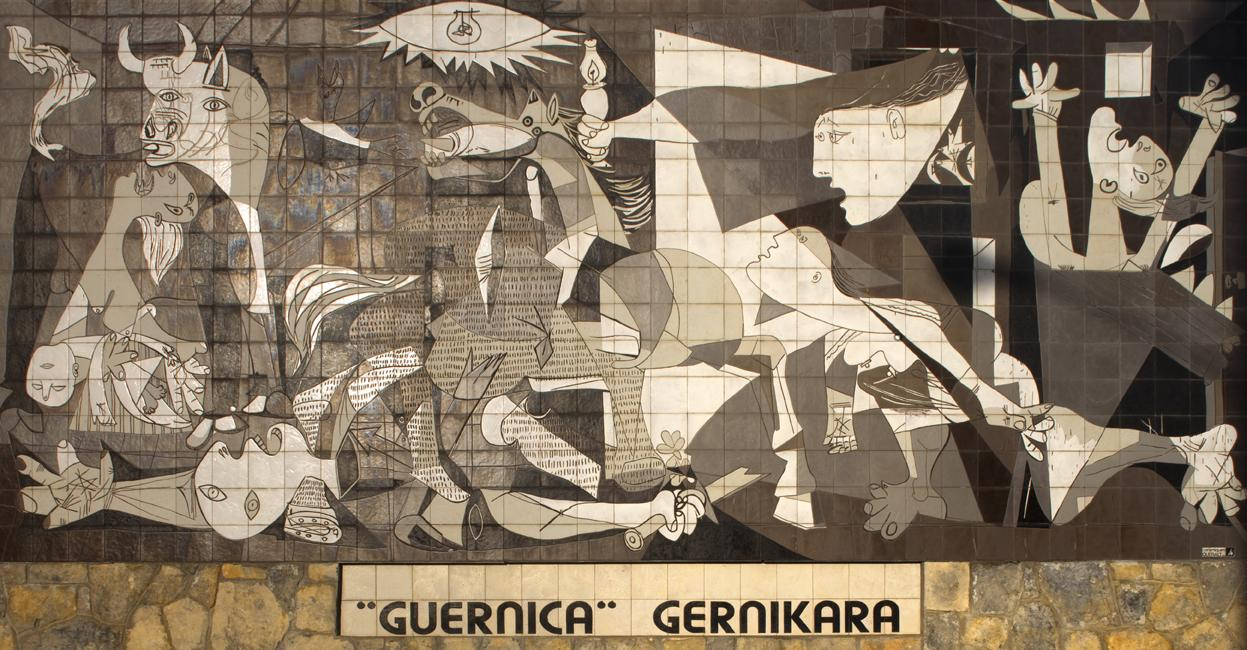
Reproduction murale (en carreaux de faïence) du tableau dans la ville de Guernica.

  - À la faveur de la crise dynastique au Royaume-Uni, l’État libre d'Irlande se dote d’une Constitution, accède à l’indépendance et prend le nom gaélique d’Éire.
  - Musée des Arts et des traditions populaires à Paris.
  - Pablo Picasso peint Guernica sur commande du gouvernement espagnol.

- 2 mai :
  - un équipage français effectue le parcours Paris - Alger - Paris sans escale en 9 heures et 20 minutes sur un Caudron C.640 Typhon;
  - premier vol de l'avion de ligne britannique Handley Page H.P.45 Heracles

- 3 mai : lutte des militants de la CNT et du POUM à Barcelone contre la tentative par le PCE et la police de récupérer un standard téléphonique qu’ils détenaient. Début des Journées de mai 1937 à Barcelone

- 4 mai : premier vol à Villacoublay du chasseur MB.150-01, qui avait refusé de prendre l'air le 17 juillet 1936.

- 6 mai : 
  - Catastrophe du Hindenburg : le Zeppelin LZ-129 Hindenburg prend feu à Lakehurst. Cet accident marque la fin du transport de passager par des dirigeables.
  - Espagne : la centrale anarchiste intervient pour mettre fin à cette lutte fratricide. Le POUM est dissous, ses dirigeants arrêtés.

- 7 mai : premier vol d'un avion équipé d'une cabine pressurisée, le Lockheed XC-35, développé pour des recherches sur le vol à haute altitude.

- 8 mai : création du 1er club sportif fondé par les marocains[réf. nécessaire], Wydad Athletic Club (omnisports), par Mohamed Benjelloun Touimi.

- 8 mai[1] : la convention de Montreux abroge définitivement le système capitulaire en Égypte avec transfert des compétences des tribunaux consulaires aux tribunaux égyptiens. Des compagnies étrangères sont égyptianisées avec instauration de quotas d’employés et de cadres égyptiens. La Compagnie du canal de Suez doit accepter une augmentation de la redevance payée à l’Égypte et un accroissement du personnel égyptien.

- 9 mai : 
  - Grand Prix automobile de Tripoli.
  - Un équipage d'aviateurs américain relie New York et Londres en 20 heures et 29 minutes sur un Lockheed L-12 Electra.

- 12 mai : couronnement du roi George VI.

- 14 mai : un équipage japonais relie Londres et Karâchi en 53 heures et 5 minutes sur un Mitsubishi Ki-15 nommé Kamikaze.

- 16 mai : 
  - crime de Laetitia Toureaux sur la ligne 8 du métro de Paris.
  - Grand Prix automobile des Frontières.

- 17 mai, Espagne : Francisco Largo Caballero, hostile à la répression républicaine, quitte la direction du gouvernement. Le socialiste modéré Juan Negrín prend la tête de l’exécutif.

- 21 mai : premier atterrissage au Pôle Nord par Vodapianov à bord de son quadrimoteur Tupolev ANT-6, équipé de skis. Il est à 20 km du Pôle Nord.

- 22 mai (Italie) : le ministère de la Presse et de la Propagande, dirigé par Dino Alfieri, devient le ministère de la Culture populaire (Minculpop). Il est chargé de la presse, de l’éducation et de l’université.

- 24 mai : inauguration de l’exposition internationale Arts et Techniques de Paris, avec la fresque de Raoul Dufy, la Fée Électricité. Achèvement du Palais de Chaillot où s'installe le Musée de l'Homme et le Musée national de la Marine (fin le 25 novembre).
  - Inauguration du Musée d'art moderne de la ville de Paris au Palais de Tokyo.
  - Création du Musée de l'Homme au Palais de Chaillot.
  - Création du Palais de la découverte, au Grand Palais.

- 28 mai : début du ministère de coalition de Neville Chamberlain, Premier ministre du Royaume-Uni, jusqu’en 1940.

- 29 mai : sous la pression des milieux cléricaux et coloniaux, Jamil Mardam Bey est contraint d’accepter des amendements au traité renforçant les minorités et satisfaisant les intérêts économiques français. Le sandjak d’Alexandrette est séparé de la Syrie et devient une région sous administration de la SDN.

- 30 mai : Avusrennen.

## Naissances
- 4 mai :
  - Wim Verstappen, réalisateur néerlandais. († 24 juillet 2004).
  - Ron Carter, contrebassiste de jazz américain.
- 8 mai : Thomas Pynchon, écrivain américain.
- 9 mai :
  - Alison Jolly, primatologue américaine († 6 février 2014).
  - Gérard Leymang, homme politique vanuatais († 29 avril 2002).
- 10 mai : Tamara Press, athlète soviétique qui pratiquait le lancer du disque et du poids († 26 avril 2021).
- 13 mai :
  - Jerome Charyn, écrivain américain.
  - Roger Zelazny, auteur américain de roman fantastiques et de science-fiction († 14 juin 1995).
- 15 mai : 
  - Trini Lopez, chanteur de variétés américain d'origine mexicaine († 11 août 2020).
  - Madeleine Albright, diplomate et femme politique américaine († 23 mars 2022).
- 18 mai : Brooks Robinson, joueur de baseball américain († 26 septembre 2023).
- 20 mai : 
  - Ivan Löbl, entomologiste slovaque.
  - Maria Teresa Horta, écrivaine portugaise († 4 février 2025).
- 21 mai : 
  - Mengistu Haile Mariam, militaire et politicien éthiopien exilé.
  - Ricardo Alarcón, homme politique cubain († 30 avril 2022).
- 22 mai :
  - Jean-Marie André, homme politique français.
  - Guy Marchand, acteur, chanteur, musicien et écrivain français († 15 décembre 2023).
- 24 mai : Archie Shepp, saxophoniste de jazz américain.
- 26 mai : Monkey Punch, mangaka japonais († 11 avril 2019).
- 29 mai : Alois Kothgasser, évêque autrichien († 22 février 2024).
- 30 mai : Deanna Lund, actrice américaine († 22 juin 2018).
- 31 mai :
  - Yaffa Eliach, historienne américaine de la Shoah († 8 novembre 2016).
  - Pierre Lorthioir, peintre et dessinateur français († 28 juillet 2010).
  - Claude Polin, philosophe politique, politologue et essayiste français († 23 juillet 2018).